# Mosteiro (Ortigueira)
Mosteiro o San Juan de Mosteiro (llamada oficialmente San Xoán do Mosteiro) es una parroquia y un despoblado español del municipio de Ortigueira, en la provincia de La Coruña, Galicia.

## Entidades de población
Entidades de población que forman parte de la parroquia:
- A Felgueira
- Campos[5] (O Campo)
- Carrexo (O Carrexo)
- Inxertos (Enxertos)
- Landín
- Nóitegos
- O Casón
- O Espiño
- Ponte[6] (A Pontevella)
- Pousadoiro (O Pousadoiro)
- Queira[7] (A Queira)
- Regueira[8] (A Regueira)
- Romachón[9] (O Romanchón)

## Despoblados
- Catuxa[10] (A Catuxa)
- Coto[11] (O Coto)
- Nicolao
- O Mosteiro
- Pallarega (A Pallarega)
- Seoane
- Venta[12] (A Venda)

## Demografía
| Gráfica de evolución demográfica de Mosteiro (parroquia) entre 2000 y 2019 |
|                                                                            |
| Datos según el nomenclátor publicado por el INE.                           |